# Uloborus filifaciens
Uloborus filifaciens es una especie de araña araneomorfa del género Uloborus, familia Uloboridae. Fue descrita científicamente por Hingston en 1927.
Habita en islas Andamán.